# HAT-eenheid
Een HAT-eenheid, voorheen Van Dam-eenheid, is een met HAT-subsidie gecreëerde woonruimte voor huishoudens van één of twee personen. HAT is de afkorting van Huisvesting Alleenstaanden en Tweepersoonshuishoudens.
In 1975 lanceerde staatssecretaris van Volkshuisvesting Marcel van Dam de Nota ‘Huisvesting alleenstaanden en tweepersoonshuishoudens’. In deze nota werd het voornemen geuit om landelijk 110.000 HAT-eenheden te realiseren. Er kwam een subsidieregeling voor woningbouwverenigingen, waarmee tot 1985 ongeveer 77.000 woningen zijn gebouwd. Met deze HAT-subsidie konden meer woon-eenheden op een kavel worden gebouwd. In 1995 werd de regeling definitief stopgezet.
Een HAT-eenheid heeft doorgaans een gecombineerde woonkamer/keuken, een badkamer met ruimte voor een wasmachine en een kleine slaapkamer.

## HAT-eenheden in Wageningen
Rond 1980 werden in Wageningen vermoedelijk vier gebouwen door de gemeente herbestemd en omgebouwd tot HAT-eenheden. Een van de eerste voorbeelden was Heerenstraat 3, een pand dat gekraakt was door de (activistische) Woongroepengroep om politieke pressie uit de oefenen op het gemeentebestuur. Dit had resultaat waardoor het in staat van bouwval verkerende herenhuis inderdaad onder de nota Van Dam werd ingericht. Andere HAT-complexen waren een pand aan de Rouwenhofstraat en de Villa Margaretha aan de Bennekomseweg.

## Voordelen HAT-eenheid
HAT-eenheden zijn vooral populair onder starters, omdat de kale huurprijs lager ligt dan bij eengezinswoningen en grotere appartementen. Tegenwoordig wordt dit type woning aangeduid door de termen studio's en een- of tweekamerappartementen. Doordat deze woningen een eigen voordeur hebben, kan men gebruikmaken van huurtoeslag, mits het inkomen van de huurder en de huurprijs van de woning dit toelaten.